# 一条溢子
一条 溢子（いちじょう いつこ、1752年4月12日（宝暦2年2月28日） - 1781年12月30日（天明元年11月16日））は、江戸時代中期の女性。水戸藩第6代藩主・徳川治保の御簾中。院号は修成院。別名は八代君溢子。諡は正礼夫人。徳川治紀の生母。

## 生涯
准后一条道香の嫡女として生まれる。母は岡山藩主池田継政の養女（池田政純の娘）・静子。その後、水戸藩第6代藩主・徳川治保の御簾中となり、1773年（安永2年）に嫡男徳川治紀を生む。
天明元年（1781年）11月16日、死去。